# Bujan

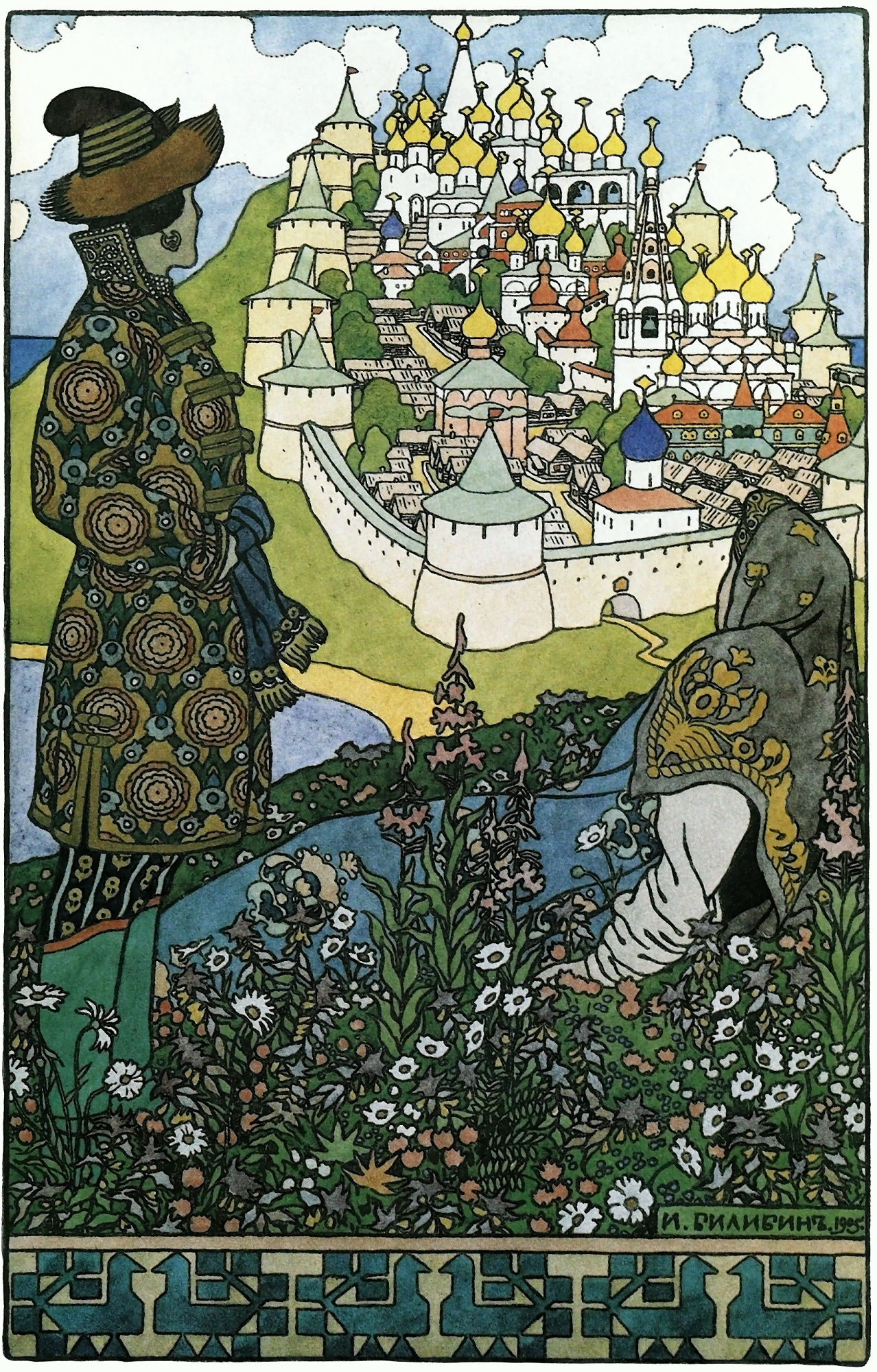
Wyspa Bujan, Iwan Bilibin

Bujan, ros. Буян – w rosyjskim folklorze wyspa, na której znajdował się kamień (A)latyr. Początkowo umieszczana na Bałtyku, potem utożsamiana m.in. z Chortycą. Wymieniona została w „Bajce o carze Sałtanie” Puszkina.